# Bauerago vuyckii
Bauerago vuyckii is een schimmel die tot de familie Microbotryaceae gerekend wordt. Deze soort parasiteert op planten, voornamelijk op Luzula-soorten.

## Kenmerken
De afmeting van de sporen variëren van 16 tot 21 micrometer in de lengte en van 13 tot 20 micrometer in de breedte. Ze hebben een dikte van tussen de twee en de drieënhalf millimeter. Deze sporen hebben de vorm van een ellipsoïde met een fel gele tot fel geelbruine kleur.

## Synoniemen
De wetenschappelijke naam is gepubliceerd in 1895 als Ustilago vuyckii door Oudemans en Beijerinck. In 1999 werd de soort ingedeeld bij het geslacht Bauerago door Vánky.
- Ustilago vuyckii Oudem. & Beij. (1895)
- Cintractia vuijckii (Oudem. & Beij.) Cif. (1931)
- Cintractia vuyckii (Oudem. & Beij.) Cif. (1931)

## Afbeeldingen

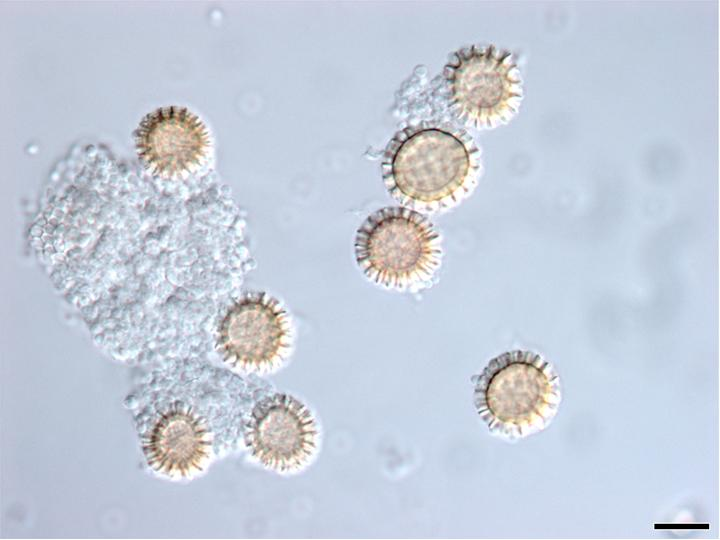
Bauerago vuyckii onder een microscoop. De schaalbalk is 10 micrometer.
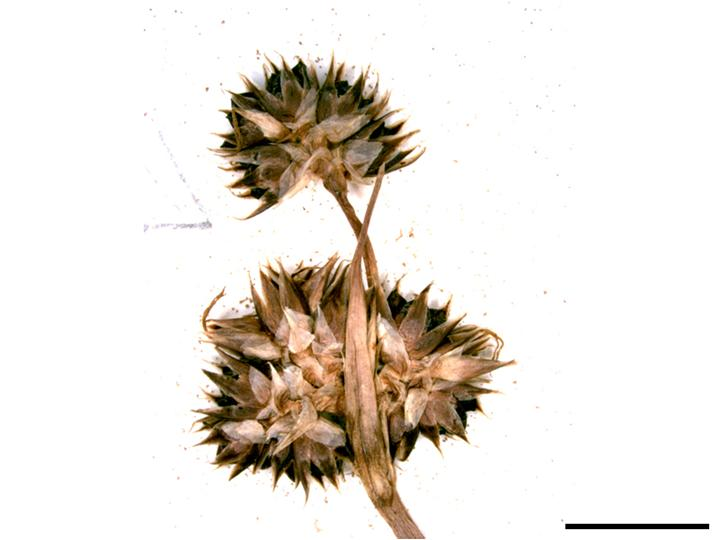
Bauerago vuyckii onder de microscoop waarbij de schaalbalk 5 millimeter is. De foto toont de aantasting die deze schimmel veroorzaakt op Luzula novae-cambriae